# Fageapseudes bicornis
Fageapseudes bicornis is een naaldkreeftjessoort uit de familie van de Apseudidae. De wetenschappelijke naam van de soort is voor het eerst geldig gepubliceerd in 1973 door Kudinova-Pasternak.